# Pelidnota chiapasensis
Pelidnota chiapasensis är en skalbaggsart som beskrevs av Soula 2009. Pelidnota chiapasensis ingår i släktet Pelidnota och familjen Rutelidae. Inga underarter finns listade i Catalogue of Life.